# Олга Кузенкова
Олга Сергејевна Кузенкова (рус. Ольга Сергеевна Кузенкова рођ. Смоленск 4. октобар 1970) је руска атлетичарка у дисциплини бацање кладива, олимпијска победница у Атини 2004., заслужни мајстор спорта у Русији.
На првим олимпијским играма на којима је у програм уврштено и бацање кладива у женској конкуренцији у Сиднеју 2000. освојила је друго место.
Кузенкова је била прва жена на свету која је пребацила 70 метара у својој дисциплини.
На Светском првенству у Хелсинкију 2005., постала је и светска првакиња.

## Резултати и медаље
- Олимпијске игре
  - Сиднеј 2000 - сребро 69,77
  - Атина 2004 - злато 75,02 ОР
- Светско првенство
  - Севиља 1999 - сребро 72,56
  - Едмонтон 2001 - сребро 70,61
  - Париз 2003 - сребро 71,71
  -  Хелсинки 2005 - злато 75,10
- Европско првенство
  - Будимпешта 1998 - сребро 68,28
  - Хелсинки 2002 - злато 72,94

## Допинг
Златна медаља коју је освојила на Светском првенству у Хелсинкију 2005. одузета је у априлу 2013, након додатног испитивања узорака узетих током такмичења, које је спровео ИААФ. Кузенкова је кажњена и двогодишњом суспензијом од 27. марта 2013. до 26. марта 2015. Истом одлуком поништени су сви њени резултати постигнути између 12. августа 2005. и 11. августа 2007.